# 後藤年景
後藤 年景（ごとう としかげ、生没年不詳）とは、明治時代の大阪の浮世絵師。

## 来歴
月岡芳年の門人。大阪の人。旭斎、年景と号した。明治10年から明治20年代にかけて版本の挿絵などを作画している。一時、東京に行った時期があったが、後に郷里の大阪に帰っている。作品として、明治19年(1866年)11月に西野文栄閣から出版した『東下錦土産』(国立国会図書館所蔵)という本があり、この本の挿絵、口絵を同門の山崎年信とともに描いている。